# Heteragrion obsoletum
Heteragrion obsoletum är en trollsländeart som beskrevs av Selys 1886. Heteragrion obsoletum ingår i släktet Heteragrion och familjen Megapodagrionidae. Inga underarter finns listade i Catalogue of Life.